# Silver Apples
Silver Apples est un groupe américain de musique électronique psychédélique, originaire de New York. Il est composé de Simeon Coxe III, qui jouait sous le pseudonyme de Simeon, sur un synthétiseur primitif de sa fabrication, et du batteur Danny Taylor. 
Le groupe est actif entre 1967 et 1969, avant sa reformation pendant les années 1990. Il est l'un des premiers groupes à utiliser couramment les techniques de la musique électronique alliées à celles du rock, et son style minimaliste, au rythme entraînant et aux sonorités fréquemment dissonantes, a anticipé dans une large mesure la musique électronique expérimentale des années 1970 mais aussi la dance underground et le rock indépendant des années 1990.

## Historique

### Années 1960
Le groupe est né des cendres d'un ancien groupe local appelé The Overland Stage Electric Band, qui travaillait occasionnellement sur East Village, à Manhattan. Simeon en était le chanteur, mais commençait à incorporer un oscillateur audio artisanal des années 1940 pendant un concert ; une mauvaise expérience qui mènera le groupe à devenir un duo composé de Simeon et Taylor, qui se rebaptiseront The Silver Apples, d'après un poème de William Butler Yeats, The Song of the Wandering Aengus.
Ils signent chez le label Kapp Records et publient leur premier album, Silver Apples, en 1968, dont est tiré le single Oscillations, morceau que Simeon a souvent cité comme le premier qu'il a enregistré. Les neuf morceaux sont écrits par Stanley Warren (incorrectement crédité sous le nom Warren Stanley sur la réédition de 1997 chez MCA). Warren, qui était devenu un poète, fait la rencontre de Simeon et Taylor à la 5e édition de l'Avant Garde Arts Festival en 1967 à New York, organisé par Charlotte Moorman.
Ils publient leur deuxième album, Contact, puis tournent aux États-Unis. Un troisième album est enregistré en 1970, mais Kapp Records fait faillite et est racheté par MCA Records. Le groupe se retrouve sans contrat et finit par se séparer, laissant le troisième à l'abandon (il ne sera publié qu'en 1998, sous le titre 'The Garden'). Simeon donne d'autres raisons selon lesquelles Silver Apples s'est séparé.

### Années 1990
En 1994, le label allemand TRC sort une réédition non officielle de leurs deux albums. En 1996, le label britannique Enraptured sort un album hommage intitulé Electronic Evocations - A Tribute to the Silver Apples, qui fait participer des groupes comme Windy and Carl, Flowchart, The Third Eye Foundation, Alpha Stone, et Amp,. L'intérêt suscité par Silver Apples mène Simeon à reformer le groupe en 1996. Silver Apples sortent deux nouveaux albums : Beacon (1997) et Decatur (1998) et part en tournée. En 1998, Simeon Coxe est grièvement blessé dans un accident de la route et est contraint d'interrompre la tournée. Simeon a la nuque brisée et mettra plusieurs années à s'en remettre. L'année suivante, le groupe se sépare de nouveau.

### Années 2000
À partir de septembre 2007, Simeon se produit en solo sous le nom Silver Apples. Simeon joue notamment aux All Tomorrow's Parties (Minehead, décembre 2007) ; Electric Picnic (Stradbally, Irlande, septembre 2008) ; All Tomorrow's Parties (Australie, janvier 2009)...
En octobre 2011, Simeon joue en compagnie de Hans-Joachim Roedelius sous le nom de Silver-Qluster au ATP I'll Be Your Mirror Festival d'Asbury Park.
En 2016, Simeon se produira en tournée aux Etats-Unis et en Europe. 
Simeon meurt le 8 septembre 2020 à l'âge de 82 ans.

## Discographie

### Albums studio
- 1968 : Silver Apples, Kapp Records, réédition 2017, Rotorelief
- 1969 : Contact, Kapp Records, réédition 2017, Rotorelief
- 1998 : Beacon, Whirlybird
- 1998 : Garden, Whirlybird
- 1998 : Decatur, Whirlybird
- 2016 : Clinging to a Dream, ChickenCoop Records

### Singles
- 1968 : Oscillations/Misty Mountain, Kapp Records, 45 single
- 1969 : You & I/I Have Known Love, 7" Single
- 1997 : Enraptured, 7" Single
- 1997 : Fractal Flow/Lovefingers, Whirlybird Records, CD
- 2007 : I Don't Know, Gifted Children Records, 7" Split Single (avec One Cut Kill)

### Compilations
- 1997 : Silver Apples, MCA, CD (réédition des deux premiers albums)
- 2006 : Silver Apples / Alan Vega, play loud!, 2006, silver monk time - a tribute to the monks[7]